# Ivan Nielsen
Ivan Nielsen (Frederiksberg, 1956. október 9. –) dán válogatott labdarúgó.

## Pályafutása

### Klubcsapatban
Frederiksbergban született. Pályafutását Fremad Amager csapatában kezdte 1975-ben. 1979-ben Hollandiába igazolt az Eredivisie-ben szereplő Feyenoordhoz. 1980-ban tagja volt annak a csapatnak, amelyik megnyerte a holland kupát és időközben bemutatkozhatott a dán válogatottban is. 1984-ben a bajnoki címet és a kupagyőzelmet is megszerezte a Feyenoord színeiben.
1986-ban a világbajnokságot követően a PSV-hez igazolt, mellyel három bajnokságot (1987, 1988, 1989) és három kupát (1988, 1989, 1990) nyert. A legemlékezetesebb sikerét 1988-ban érte el, amikor a Benficát büntetőpárbaj után legyőzve megnyerték a bajnokcsapatok Európa-kupáját. Négy szezont követően távozott és 1990-ben hazatért Dániába a Fremad Amager csapatához, ahonnan a pályafutása is elindult. Egy szezont követően a BK 1903 szerződtette, amely 1992-ben összeolvadt a Kjøbenhavns BK együttesével és megalakult az FC København. Az új klubnak tagja volt Nielsen is és 1993-ban az első idényük után dán bajnoki címet ünnepelhetett. Pályafutását a Næstved IF játékosaként fejezte be 1993 végén.

### A válogatottban
1977 és 1979 között a dán U21-es válogatottban 6 mérkőzésen egyszer volt eredményes.
1980 és 1989 között 51 alkalommal szerepelt a dán válogatottban. Részt vett az 1984-es és az 1988-as Európa-bajnokságon, illetve az 1986-os világbajnokságon. 

## Sikerei, díjai
Feyenoord
- Holland bajnok (1): 1983–84
- Holland kupa (2): 1979–80, 1983–84

PSV Eindhoven
- Holland bajnok (3): 1986–87, 1987–88, 1988–89
- Holland kupa (3): 1987–88, 1988–89, 1989–90
- Bajnokcsapatok Európa-kupája (1): 1987–88

FC København
- Dán bajnok (1): 1992–93

## Külső hivatkozások
- Ivan Nielsen adatlapja a National-Football-Teams.com oldalon (angolul)

- Ivan Nielsen (dán nyelven). dbu.dk, DBU
- Ivan Nielsen (angol nyelven). FootballDatabase.eu
- Ivan Nielsen (angol nyelven). eu-football.info